# Tribunal international du droit de la mer
Le Tribunal international du droit de la mer (TIDM), en anglais : International Tribunal for the Law of the Sea (ITLOS), est un organe judiciaire indépendant, créé par la Convention des Nations unies sur le droit de la mer en 1982 mais qui n'est officiellement entré en fonction qu'en octobre 1996. Son siège est à Hambourg, en Allemagne.
Sur les aspects sous-marins, il complète le travail de l'autorité internationale des fonds marins, également sous l'égide de l'Organisation des Nations unies (ONU).

## Historique
Dans le cadre de la Troisième Conférence des Nations unies sur le droit de la mer, et après plusieurs années de négociations pouvant porter sur la nature-même des institutions d'arbitrage des litiges maritimes internationaux (nouvelle organisation ou chambres ad hoc affiliées à des organisations déjà existantes), il fut décidé de créer un Tribunal international du droit de la mer. Par un vote du 21 août 1981, Hambourg fut désignée pour y accueillir son siège, au détriment des candidatures des Bermudes, du Portugal (Lisbonne), et de la Yougoslavie,.

## Mission
Le Tribunal international du droit de la mer instruit et juge les différends auxquels pourraient donner lieu l'interprétation et l'application de la Convention.
Il confirme que le droit applicable aux navires est celui de l'État du pavillon.

## Fonctionnement

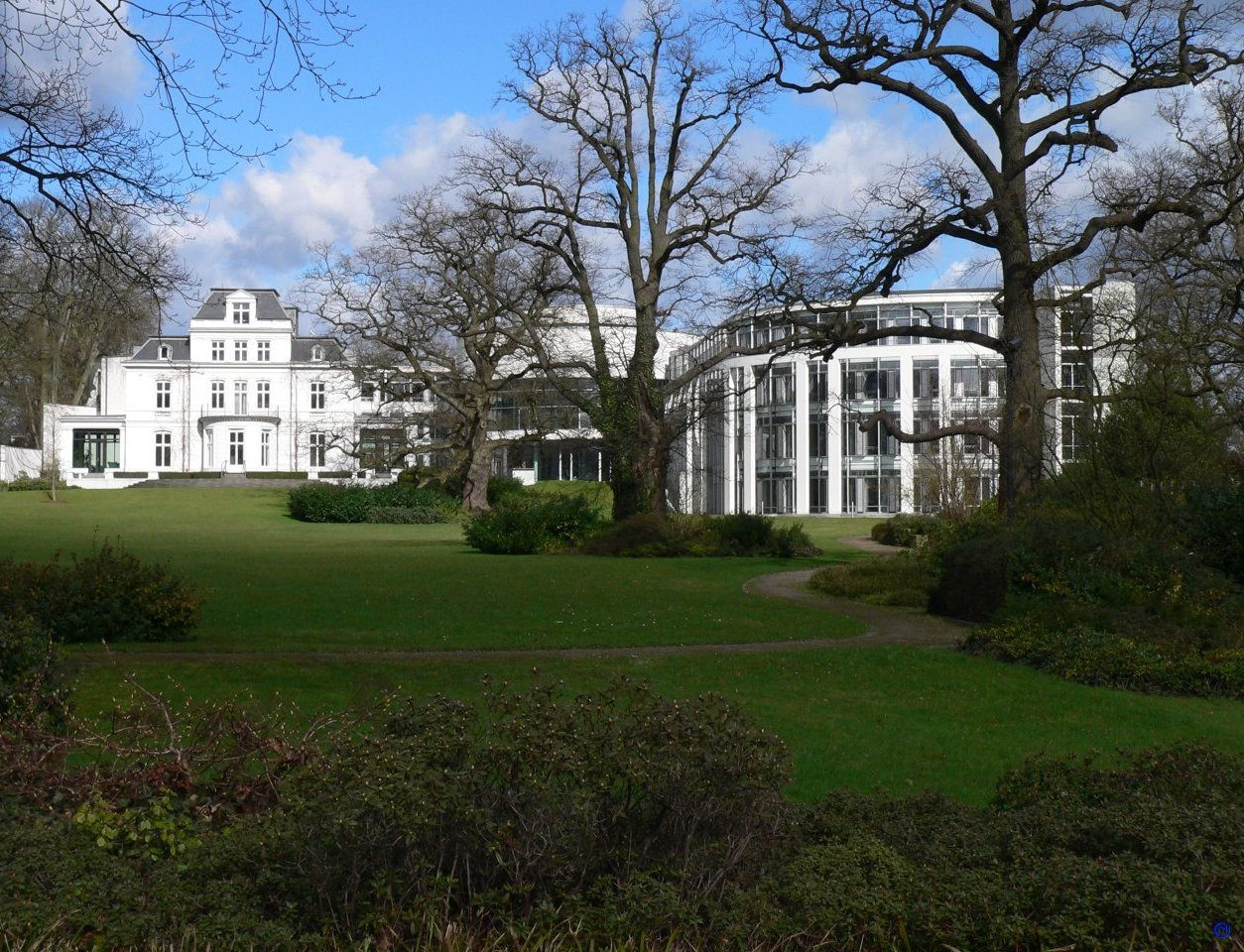
Siège du Tribunal International du droit de la mer.

Il est installé à Hambourg, en Allemagne, et se compose de 21 juges élus au scrutin secret par les États parties à la convention, choisis pour leur compétence en matière maritime et assistés de 38 employés.

## Principaux arrêts
TIDM 1999 Affaire Saïga : dans l'arrêt, le TIDM affirme que l'octroi de pavillon était opposable de plein droit aux États. Quand l'État accorde un pavillon, il doit exercer un droit substantiel sur les navires. L'article 91 précise qu'« il doit exister un lien substantiel entre l'État et le Navire », certains l'avaient interprété comme la possibilité de lutter contre les pavillons de complaisance, interdisant toute immatriculation dans un État n'ayant pas de lien de rattachement, cette interprétation a été rejetée.

## Avis
Le 21 avril 2024, répondant à une question posée en 2022 par la Commission des petits États insulaires (Cosis), le tribunal rend un avis consultatif concluant à l’obligation des États de protéger et de préserver les océans de la planète des effets du changement climatique. 